# Гайгер, Тедди
Тедди Гайгер (англ. Teddy Geiger; род. 16 сентября 1988 года; Рочестер, Нью-Йорк, США), также известная как teddy<3, — американская певица, автор песен, продюсер и актриса. Дебютный альбом Гайгер «Underage Thinking» записанный на звукозаписывающей студии Columbia Records, выпущенный в 2006 году, был продан тиражом более 360 000 копий и стал основой двух синглов «For You I Will (Confidence)» и «These Walls». Хотя последующая работа Гайгер не имела такого же успеха, как дебютный альбом, она продолжила активную работу в музыкальной индустрии, в качестве автора песен для других исполнителей, таких как «Bartender» для Джеймса Бланта. «Mercy» Шона Мендеса и «Emergency» Icona Pop.

## Карьера

### 2005—2006: Underage Thinking
Впервые Тедди была замечена в 2004 году национальными СМИ как финалист в реалити-шоу на канале VH1 «Семья Партриджей» и выступала на разогреве на летнем туре Хилари Дафф в 2005 году.
Первый сингл Гайгер «For You I Will (Confidence)» был официально выпущен в феврале 2006 года. Песня получила положительные отзывы, её назвали «сладко-романтичной» и, содержащей «утонченную лирику», она была номинирована на «Лучшую песню о любви» в 2006 году на премии Teen Choice Awards. Дебютный альбом Гайгер, «Underage Thinking», был выпущен 21 марта 2006 года и достиг пика популярности, заняв восьмое место в чарте Billboard 200. Альбом получил награду «Лучший альбом года» на ежегодной премии MusiqTone MusiqAwards. Она также была номинирована на титул «Новый артист года», но уступила его группе Panic! At the Disco.
В сентябре 2006 года был выпущен второй сингл Гайгер «These Walls», в это же время она появилась на обложке журнала «Seventeen».

### 2013 — настоящее время:The Last Fearsи коллаборации
В 2013 году Гайгер, разорвав контракт с Columbia Records, самостоятельно выпустила свой второй альбом «The Last Fears» в ITunes и Spotify. Хотя альбом был хорошо принят, он не пользовалась такой же популярностью, как первый. В конце концов, Гайгер начала работать в качестве автора песен для других артистов, таких как Шон Мендес, Icona Pop, Maroon 5, One Direction, Шон Пол и Лиззо. В 2018 году она выпустила свой третий альбом, «LillyAnna».
С осени 2019 года Гайгер работает с американским исполнителем Грейсоном Ченсом. Она является соавтором и продюсером трёх его последних синглов, а также выступит в качестве исполнительного продюсера на его третьем сольном альбоме, который должен выйти весной 2021 года.

## Личная жизнь
Гайгер родилась 16 сентября 1988 года в Рочестере, штат Нью-Йорк, в семье Джона Теодора Гайгера I (англ. John Geiger) и Лорилины Гайгер (англ. Lorilyn Geiger). Она училась в школе Макквейд Джесут Хай Скул (McQuaid Jesuit High School).
Гайгер совершила каминг-аут как трансгендерная женщина в октябре 2017 года. В интервью изданию People она подробно рассказала о своем переходе, объяснив, что начиная с 5 лет она испытывала гендерную дисфорию, и хотя она начала гормонозаместительную терапию и использует женские местоимения, она не планирует менять свое имя и будет продолжать использовать имя Тедди.
Ранее Гайгер была помолвлена с актрисой Эмили Хэмпшир. В июне 2019 года стало известно об их расставании.

## Дискография

### Альбомы
| Год  | Название          | Лейбл     | Заметки                                          |
| ---- | ----------------- | --------- | ------------------------------------------------ |
| 2006 | Underage Thinking | Columbia  | Продано 360,000+ копий в США, #8 США, #59 Канада |
| 2013 | The Last Fears    | Jabbarock | Записано в Нэшвилле и Вудстоке                   |
| 2018 | LillyAnna         | Unknown   |                                                  |

### EP
| Год  | Название                | Лейбл              |
| ---- | ----------------------- | ------------------ |
| 2005 | Step Ladder             | Cred Records       |
| 2006 | Snow Blankets the Night | Sony BMG, Columbia |
| 2010 | Living Alone            | Independent        |

### Синглы

#### Как основной артист
| Год  | Название                    | Лучшая позиция в чартах | Лучшая позиция в чартах | Лучшая позиция в чартах | Лучшая позиция в чартах | Сертификация    | Альбом            |
| Год  | Название                    | Billboard Hot 100       | Adult Top 40            | Mainstream Top 40       | ARIA Charts             | Сертификация    | Альбом            |
| ---- | --------------------------- | ----------------------- | ----------------------- | ----------------------- | ----------------------- | --------------- | ----------------- |
| 2006 | For You I Will (Confidence) | 29                      | 10                      | 18                      | 12                      | - США: Platinum | Underage Thinking |
| 2006 | These Walls                 | —                       | 32                      | 34                      | 50                      |                 | Underage Thinking |

#### Как приглашенный артист
| Год  | Название                      | Альбом                            |
| ---- | ----------------------------- | --------------------------------- |
| 2013 | Love and Run                  | Club Life: Volume Three Stockholm |
| 2018 | Under Pressure (Shawn Mendes) |                                   |

### Другое

#### Сборники
| Год  | Название                  | Альбом                                    |
| ---- | ------------------------- | ----------------------------------------- |
| 2006 | You’ll Be in My Heart     | DisneyMania 4                             |
| 2008 | Tomorrow Never Comes      | The Rocker: Music from the Motion Picture |
| 2008 | Bitter                    | The Rocker: Music from the Motion Picture |
| 2008 | Living for the First Time | The Rocker: Music from the Motion Picture |
| 2008 | Down                      | The Rocker: Music from the Motion Picture |
| 2008 | Great Escape              | The Rocker: Music from the Motion Picture |
| 2008 | Coming Through In Stereo  | The Rocker: Music from the Motion Picture |
| 2008 | Nothin' But a Good Time   | The Rocker: Music from the Motion Picture |
| 2008 | Too Far                   | The Rocker: Music from the Motion Picture |
| 2008 | I’m So Bitter             | The Rocker: Music from the Motion Picture |

## Фильмография
| Год  | Шоу                                                                         |
| ---- | --------------------------------------------------------------------------- |
| 2004 | Семья Партриджей                                                            |
| 2005 | Miss Seventeen                                                              |
| 2006 | Beautiful People Season 1 Finale                                            |
| 2006 | Love Monkey                                                                 |
| 2006 | Good Morning America, Total Request Live, Позднее шоу с Дэвидом Леттерманом |
| 2006 | Шоу Эллен Дедженерес                                                        |
| 2006 | Подстава                                                                    |
| 2006 | Rove Live                                                                   |
| 2006 | The AFL Footy Show                                                          |
| 2006 | В Америке есть таланты                                                      |
| 2006 | Total Request Live                                                          |
| 2007 | Video Hits First                                                            |
| 2007 | Much Music’s 20 Hottest Guys                                                |
| 2007 | MTV Cribs                                                                   |
| 2007 | Australian Video Music Awards 2007                                          |
| 2008 | Total Request Live                                                          |
| 2008 | Голый барабанщик                                                            |
| 2012 | Дорогой доктор                                                              |